# Liste der Verwaltungsbezirke, Stadtteile und Stadtviertel Neapels
Die Stadt Neapel ist politisch in Verwaltungsbezirke (Municipalità) und Stadtteile (Quartieri) gegliedert. Nicht Teil der politischen und verwaltungstechnischen Gliederung der Stadt sind die vielen kleinen Stadtviertel (Rione), die traditionell mit eigenen Namen bezeichnet werden und auch in vielen Karten der Stadt eingezeichnet sind.

Weiß: Italien, rot: die Region Kampanien.
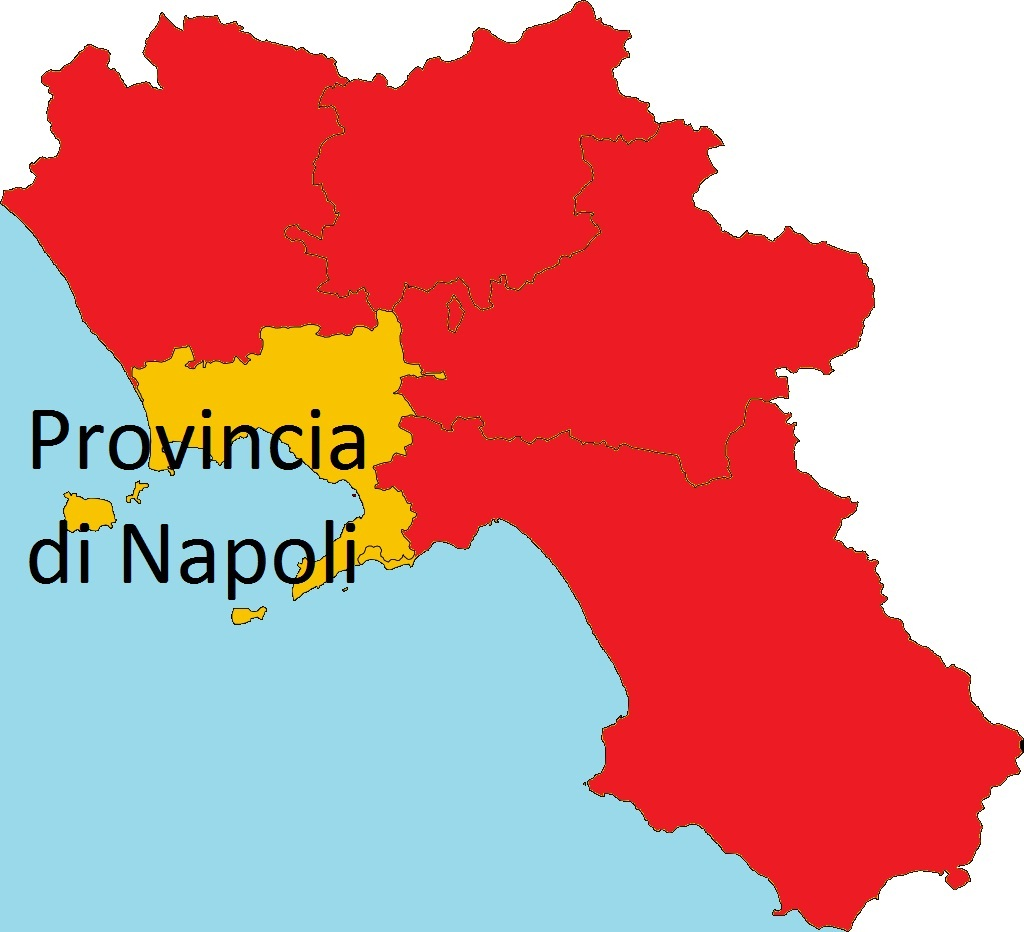
Rot: die Region Kampanien, gelb: die Provinz Neapel.
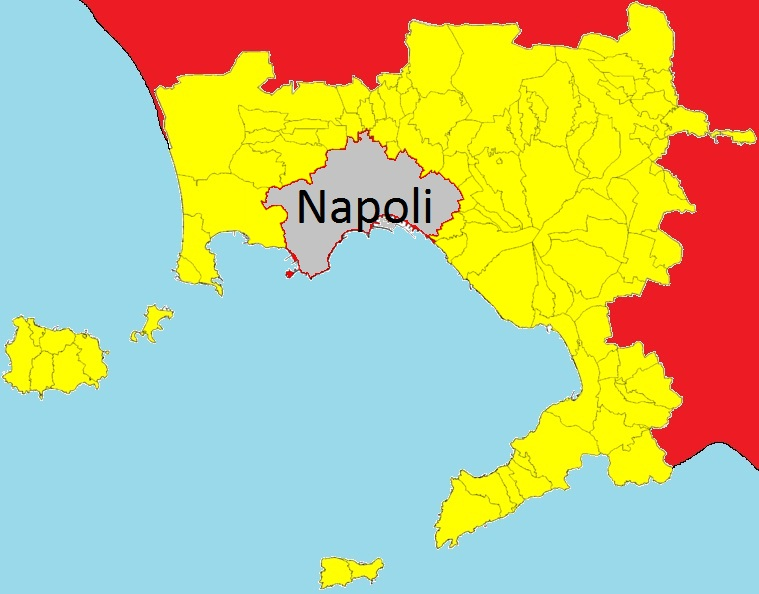
Rot: die Region Kampanien, gelb: die Provinz Neapel, grau: die Stadt Neapel. Ebenfalls gut zu erkennen ist der Golf von Neapel.
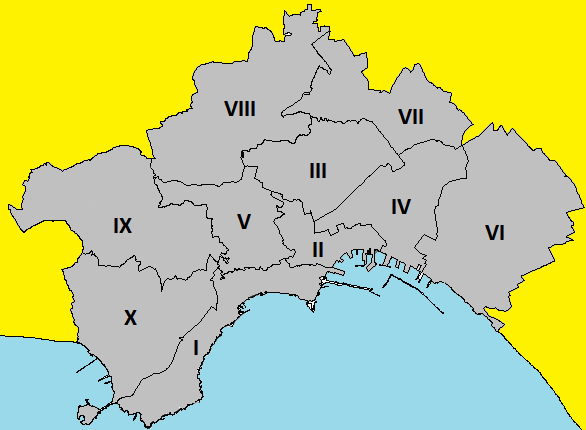
Die 10 neapolitanischen Verwaltungsbezirke (Municipalità).
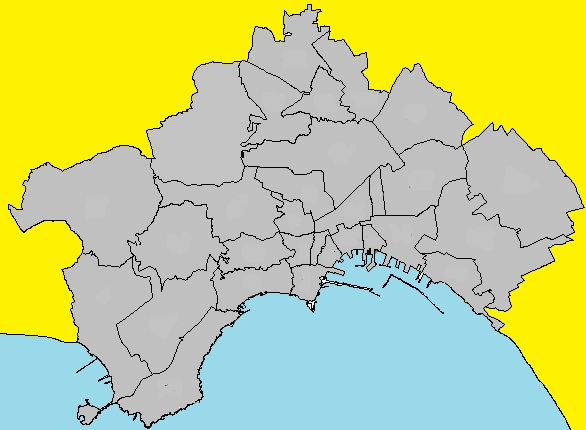
Die 30 neapolitanischen Stadtteile (Quartieri).

## Verwaltungsbezirke und Stadtteile
Politisch sind die insgesamt 30 Stadtteile (Quartieri) der Stadt in zehn Verwaltungsbezirken (Municipalità) zusammengefasst:
- Municipalità 1: Chiaia, Posillipo und San Ferdinando
- Municipalità 2: Avvocata, Montecalvario, San Giuseppe, Porto, Mercato und Pendino
- Municipalità 3: Stella und San Carlo all’Arena
- Municipalità 4: San Lorenzo, Vicaria, Poggioreale und Zona Industriale
- Municipalità 5: Arenella und Vomero
- Municipalità 6: Barra, Ponticelli und San Giovanni a Teduccio
- Municipalità 7: Miano, San Pietro a Patierno und Secondigliano
- Municipalità 8: Chiaiano, Piscinola und Scampia
- Municipalità 9: Pianura und Soccavo
- Municipalità 10: Bagnoli und Fuorigrotta

## Stadtviertel
- Agnano
- Rione Alto
- Rione Amedeo
- Rione Antignano
- Arenaccia
- Borgo dei Vergini
- Borgo Orefici
- Borgo Santa Lucia
- Borgo Sant’Antonio Abate
- Collina dei Camaldoli
- Capodichino
- Capodimonte
- Cariati
- Rione Carità
- Casenuove
- Cavone
- Centro Direzionale
- Centro Storico (Neapel)
- Colli Aminei
- Coroglio
- Rione De Gasperi
- Doganella
- Duchesca
- Forcella
- Foria
- Frullone
- Gianturco
- Rione La Loggetta
- Marechiaro
- Marianella
- Materdei
- Mergellina
- Montesanto
- Nazaret
- Nisida
- Quartieri Spagnoli
- Petraio
- Piedigrotta
- Pignasecca
- Pisani
- Ponti Rossi
- Rione Sanità
- Rione Traiano
- Vasto
- Vigliena
- Zona Ospedaliera